# Романки (Шишацкий район)
Романки́ (укр. Романки) — село,
Воскобойникский сельский совет,
Шишацкий район,
Полтавская область,
Украина.
Код КОАТУУ — 5325781205. Население по переписи 2001 года составляло 110 человек.

## Географическое положение
Село Романки находится на одном из истоков реки Стеха,
на расстоянии в 1 км от села Воскобойники и в 1,5 км от села Носы.
По селу протекает пересыхающий ручей с запрудой.